# Avant de t'aimer
Pour plus de détails, voir Fiche technique et Distribution.
Avant de t'aimer (Not Wanted) est le premier film réalisé par la comédienne Ida Lupino, sorti en 1949.
Ayant fondé avec son époux, le scénariste Collier Young, une société de production indépendante, initialement nommée Emerald Films, puis The Filmmakers, Ida Lupino en écrivit d'abord le scénario puis en confia la réalisation à Elmer Clifton. Celui-ci, défaillant au cours du tournage, décéda peu après. Ida Lupino en acheva la mise en scène et entama, alors, une carrière de réalisatrice. Les films d'Ida Lupino abordent des sujets difficiles, toujours proches du quotidien, souvent tournés en décors réels et dont la tonalité se révèle plutôt intimiste.

## Synopsis
Sally Kelton, une jeune femme de dix-neuf ans, s'empare d'un bébé dans un landau. La police l'arrête et l'incarcère. Elle se remémore comment elle en est arrivée là.  Lorsqu'elle explique les motivations de son geste à la mère légitime, celle-ci comprend alors et retire sa plainte. Elle est donc bientôt libérée. En réalité, Sally Kelton est une mère célibataire qui, après avoir été abandonnée par son amant, découvrit qu'elle était enceinte. Elle séjourna dans une institution accueillant les filles-mères. Elle y décida de confier son enfant à l'adoption, pour qu'il ait une bonne vie, inquiète de l'élever seule en devant travailler. De retour dans la vie active, Sally regrette constamment son choix et cherche, en désespoir de cause, à récupérer l'enfant. À sa sortie de prison, Drew Baxter, propriétaire d'une station-service, où Sally fut employée, l'attend, car il en est encore très amoureux, il souhaitait l'épouser. La jeune femme s'enfuit dès qu'elle l'aperçoit. Drew, invalide d'une jambe, essaie, pourtant, de la poursuivre, mais il finit par s'effondrer. Sally tente, pour sa part, de se suicider. Quand elle voit Drew à terre, elle se retourne vers lui pour l'aider à se relever, et ils s'étreignent.

## Fiche technique
- Réalisation : Elmer Clifton et Ida Lupino
- Scénario : Paul Jarrico, Ida Lupino,sur une histoire originale de Paul Jarrico et Malvin Wald
- Musique : George Greeley - Leith Stevens
- Directeur artistique : Charles D. Hall
- Décors : Murray Waite
- Costumes : Jerry Bos
- Photographie : Henry Freulich
- Montage : William H. Ziegler
- Producteur : Anson Bond - Ida Lupino - Collier Young
- Distribution : Films classics
- Pays d'origine :  États-Unis
- Format : noir et blanc — 35 mm — 1,37:1 — RCA Sound System
- Langue : anglais
- Genre : drame
- Durée : 91 minutes
- Dates de sortie :
  - États-Unis : 24 juin 1949
  - France : 2 mars 1951
- Affiche : Guy-Gérard Noël (France)

## Distribution
- Sally Forrest : Sally Kelton
- Keefe Brasselle : Drew Baxter
- Leo Penn : Steve Ryan
- Dorothy Adams : Aggie Kelton
- Wheaton Chambers : M. Kelton
- Rita Lupino : Joan
- Audrey Farr : Nancy
- Carole Donne : Jane
- Ruth Clifford : Elizabeth Stone
- Ruthelma Stevens : Mlle James
- Virginia Mullen : Mme Banning, mère de l'enfant
- Marie Harmon : Irène
- Roger Anderson : Bill Aikens
- Gregg Barton : pompiste
- Charles Seel : Dr Williams
- Lawrence Dobkin : Assistant du District Attorney
- Patrick Whyte : Révérend Culbertson
- Maurice Bernstein : médecin
- Tom Coleman
- Dian Fauntelle : Prisonnier
- Bob Jellison : Barman
- Anne O'Neal : Mme Nigh
- Leo Sulky
- Robert Williams : Détective Booking Sally

## Autour du film
- Avant de t'aimer est le premier des huit films produits par la Emerald Films/Filmmakers, dont la brève histoire s'interrompra, après l'échec du film de Don Siegel : Ici brigade criminelle, en 1954. Ida Lupino en réalisera, personnellement, six.
- Sally Forrest, avec qui la réalisatrice s'identifia, jouera encore sous sa direction dans Faire face (1949) et Jeu, set et match (1951).
- Keefe Brasselle jouera également dans Faire face (1949)
- Rita Lupino (1920–2016) qui interprète le rôle de Joan, est la sœur d'Ida Lupino.